# ادیلوود (ویرجینیا)
ادیلوود (به انگلیسی: Idylwood) یک منطقهٔ مسکونی در ایالات متحده آمریکا است که در شهرستان فرفکس، ویرجینیا واقع شده‌است. ادیلوود ۷٫۴۵ کیلومتر مربع مساحت و ۱۷٬۲۸۸ نفر جمعیت دارد و ۱۴۱ متر بالاتر از سطح دریا واقع شده‌است.